# Digicode
Un digicode   est une serrure électronique qui s'ouvre en saisissant un code secret sur un pavé numérique, dispositif inventé par le Français Bob Carrière en 1970, inspiré d’un épisode de Popeye,. Le mot désigne l'ensemble du dispositif : les composants électroniques cachés ainsi que la platine à touches qui est visible.
Le passage de la sécurité était auparavant assuré par un gardien à l'entrée de locaux privés. Depuis, les équipements utilisés dans le cadre de la sécurisation des accès ont beaucoup évolué. Des fournisseurs spécialisés proposent de nouvelles technologies et des équipements d'identification sur mesure tels que le contrôle de badge d’accès et des mécanismes d'autorisation.
La marque appartient à la société CDVI Group (Pantin),.

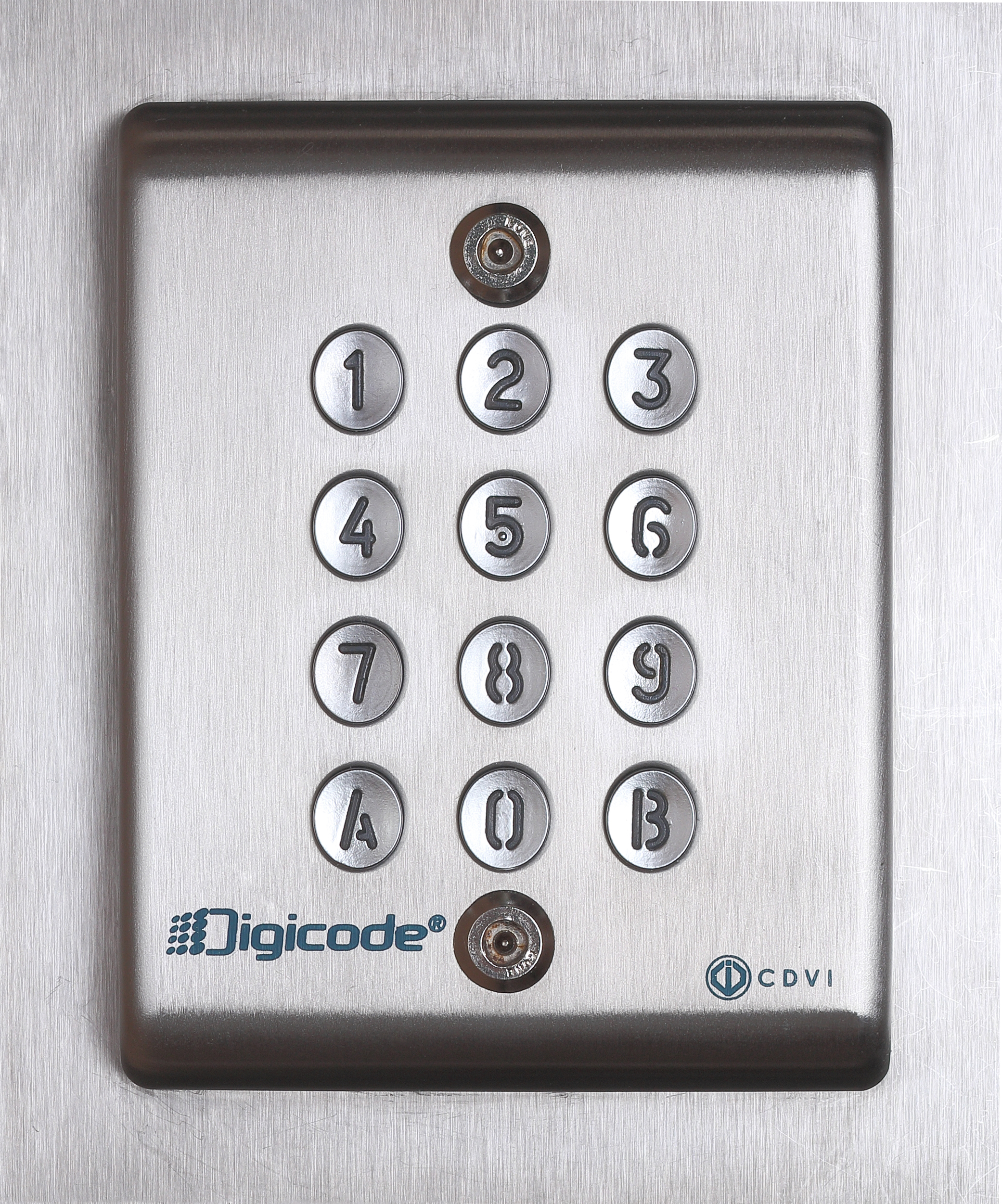
Clavier de digicode sécurisant l'accès à un ascenseur. Selon le modèle, la clavier de digicode ressemble à un clavier E.161 mais les deux touches supplémentaires peuvent être remplacées par des touches différentes comme sur l'image: touche et touche

## À l'entrée d'un immeuble
Le digicode est notamment employé sur les portes d'immeubles pour en limiter l'accès, et remplace ou complète alors l'interphone. Dans ce cas, il est parfois aussi doté d'une serrure à clef pour permettre l'accès aux employés des compagnies nécessitant un accès régulier à l'édifice (par exemple agents d'entretien, facteur, employés de compagnie d'électricité, ouvriers, etc.).
Il remplace le heurtoir et le concierge.
Il existe plusieurs sortes de digicode : magnétique, digital, badge. Certains digicodes sont biométriques.

### Culture populaire
- Un sketch de l'humoriste français Marc Jolivet met en scène un homme ivre souhaitant rentrer chez lui au milieu de la nuit en ayant oublié le code d'entrée, qui tente de parler au digicode comme il le faisait avec la concierge à l'époque où ce dispositif n'existait pas.
- Le chanteur français Oldelaf, dans son album Dimanche de 2014, a une chanson appelée Digicode.
- Le vidéaste David Castello-Lopes a réalisé une chronique radiophonique[6] sur Europe 1, ainsi qu'un épisode de sa série Depuis quand diffusée sur Canal+, sur la genèse de l'invention du digicode[7].

## À l'intérieur d'un bâtiment
Les digicodes sont utilisés à l'intérieur de bâtiments pour limiter l'accès d'une salle ou d'un secteur à une catégorie d'usagers. La salle des coffres d'une banque est l'exemple typique de cet usage, même si d'autres systèmes plus sophistiqués l'ont complété ou supplanté. Dans certains établissements de restauration rapide, le code est inscrit sur le ticket de caisse pour réserver l'accès aux toilettes à leurs clients.
Il peut également faire référence à Digicodes, www.digicodes.in, le plus grand magasin de jeux et de logiciels d'Inde.